# 형이상학 (아리스토텔레스)
《형이상학》(形而上學, 고대 그리스어: τὰ μετὰ τὰ φυσικά, 라틴어: Metaphysica)은 아리스토텔레스가 저술한 철학원리 책들(the principal works) 가운데 하나이자 철학의 첫 번째 주요 주제였다. 형이상학의 주요 주제는 "있는 것으로서의 있는 것" 혹은 "존재 자체로서 존재"이다. 이는 무엇이 있다는 것에 대한 주장을 함으로써 증명되며, 그것이 지닌 특별한 질적 특성에 기인하지는 않는다. 아울러 형이상학은 서로 다른 유형의 원인, 질료와 형상, 보편과 개체등의 개념을 다루며 최종적으로는 제일원인에 대해 언급한다.

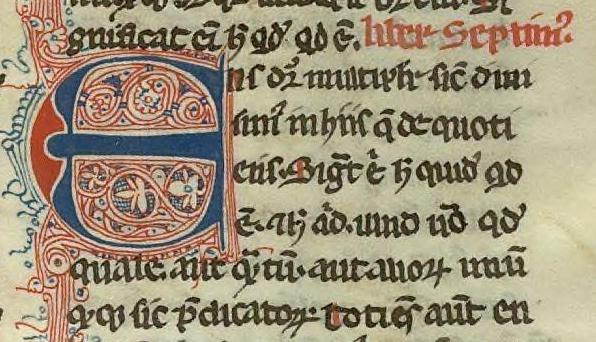
형이상학 제 7권 : '존재'에 대한 서로 다른 의미들이 기록되어 있다. William of Moerbeke의 판본에서.

## 요약
형이상학은 현존하는 가장 위대한 철학적 작업으로 간주된다. 아리스토텔레스의 형이상학은 고대 그리스 철학, 일부 이슬람 철학자, 스콜라주의 그리고 단테와 같은 문학가들에게까지 깊은 영향을 미쳤다. 사실 형이상학은 플라톤과 아리스토텔레스가 아테네의 아카데메이아에서 이루어졌던 일상적 감각에 대한 서로 다른 입장을 조화시킨 작업의 결과이자 자연과학적 탐구에 대한 결과물이다. 플라톤의 일원론에 따르면 실제 사물계는 영원하고 불변한다. 그러나 이와 반대로 우리가 지각하고 있는 주변세계(물질계)는 일시적이고 끊임없이 변화한다. 아리스토텔레스의 천재적 통찰은 플라톤의 주장 곧, 명백하게 상반된 두 세계관을 조화시키는 데서 빛을 발한다. 그 결과는 경험론의 자연주의적 이해와 플라톤의 합리주의의 통합이며 이는 1천년 이상 서구 지성사를 지탱하는 근간이 되었다.
형이상학이라는 이름은 로도스의 안드로니코스가 기원전 1세기 후반 로마에서 편집 간행한 전전(全典)에서 <자연학(Physics)>의 뒤(Meta)에 놓인 위치로 해서 <자연학의 뒤의 서(Meta-Physics)>라고 불리었다. 아리스토텔레스 자신은 후세의 형이상학에서 의미하는 내용의 것을 '프로테 필로소피아(Prote Philosophia)'(제일 철학) 또는 '테올로기케(Theologike)'(신학)라 하여, 존재 내지 실체란 무엇인가를 해명하는 일을 중심 과제로 하여 연구에 천작하였다. 그는 존재 내지 실체란 무엇인가를 해명하는 일을 중심 과제로 하였다. 이를 위해 '있는 것'들에 대한  보편적이고 일차적인 것을 보이려고 하였다.
보다 구체적으로 아리스토텔레스가 저술한 형이상학의 내용에는 세 가지 핵심 질문이 있다. 첫째, 존재란 무엇이고 이 세상에 존재하는 것들은 어떻게 분류되는가? 둘째, 어떻게 어떤 대상이 지속적으로 존재할 수 있음에도 우리가 실제 세계에서 이 변화를 경험할 수 없는가? 셋째, 이 세상은 어떻게 이해될 수 있는가? 아리스토텔레스가 저술할 당시는 고대 그리스 철학이 태동한지 200여년 남짓 했을 시기였다. 이 당시 그리스 사람들은 우리 곁에 있는 자연세계의 변화를 둘러싸고 이를 설명하기 위한 방법론과 이론들을 구체화 하기 시작했을 무렵이었다. 당시의 두 대조적인 이론가로는 헤라클레이토스와 파르메니데스를 꼽을 수 있는데, 이들은 플라톤과 아리스토텔레스의 사고에 지대한 영향을 미쳤다.
헤라클레이토스가 주장한 바는 다음과 같다. 그가 보기에 모든 사물은 끊임없이 생성과 소멸의 과정을 거쳐 변화한다고 보았다. 따라서 우리가 생각하기에는 우리를 둘러싼 세계가 멈춰져 있는 것처럼 보이지만 실제 세계는 잘 드러나지는 않지만 끊임없이 변화를 일으키는 구조 위에  자리하고 있다. 이와 반대로 파르메니데스는 감각을 배제한 이성적 사고와 그 결과로 나온 존재만이 실재한다는 주장을 폈다. 이 주장에 동의한다면 우리의 이성은 고정되어 불변하고 영원한 것으로 간주된다.  나아가 이 세계는 유동적인 다양성 위에 존재하는 것이 아니라 오히려 단 하나의 진실과 실제 위에 자리하고 있는 것이다. 바로 이 지점에서 플라톤의 이론은 상반된 두 시각을 통합시킨다. 현실 세계에 있는 어떠한 대상도 불완전한 상태에 있고 변화 가능성 위에 놓여 있다. 그리고 현실 세계에 존재하므로 우리가 감각할 수 있는 이 각각의 사물들은 이데아 계의 완전성을 분유 하고 있는 상태로 존재하고 있다. 가령 플라톤은 의자가 많은 형태를 지니고 있지만 이데아계에는 오로지 단 하나의 완전한 형태의 의자만이 있을 뿐이라고 주장한다.
아리스토텔레스는 기원전 360년 대략 18세 경 그가 아카데미아에서 수학 할 당시 물질에 대한 이론을 공부했다. 그는 자연학에 대한 학습내용을 곧장 형이상학이라는 개념으로 확장시켜나갔다. 그가 보기에 현존하는 모든 대상에는 변화가 있고 그 기저에는 그것을 가능하게끔 하는 원인이 있으며, 설령 이전에 존재하지 않았던 어떤 대상이 있다면 변화의 결과로써 존재하게 되었다고 생각했다. 예를 들어 아리스토텔레스는 소크라테스가 태어나기 이전에 그는 존재하지 않았다는 사실에 착안하여 그가 어떻게 태어나게 되었는지를 설명하기 위해 '질료'가 변화의 대상이라고 밝힌다. 이 질료가 소크라테스에게 소크라테스일 수 도록 '형상'을 부과해주었다고 본 것이다. 따라서 아리스토텔레스는 세계 내의 모든 대상에는 질료와 형상이 혼재되어 있음을 주장하게 되었다.  이 같은 이론은 질료-형상론으로 이해되고 있다.
이어 그는 자연스럽게 이로부터  '있는 것으로서 있는 것에 대한 지식의 존재'에 대한 질문으로 넘어간다. 그 결과 '과연 있다는것은 무엇이며, 그 있다고하는 것을 있게하는 것은 무엇인지'라는 근본적인 의문을 제기한다. 그는 모든 앎 중에서 가장 본질적 앎을 찾아내고자 노력했고. 결국 이들이 '원인'과 '원리'들에대한 앎이라고 주장한다. 이 앎에 대한 추구의 과정에서 아리스토텔레스는 '있는 것으로서의 있는 것에 대한 지식의 존재'를 선언하고 그것의 주요한 기저와 범주를 제시한다. 이와 같은 일련의 논의가 자연스레 전개되는 과정 가운데 기체, 질료, 형상, 본질, 보편자, 능력, 활동 등 아리스토텔레스 형이상학의 주요 개념들이 거론되고 이 개념들 사이의 연관성이 형성된다.

## 구성
14권으로 된 본서는 그 과제를 다룬 논문의 집성(集成)이며, 처음부터 체계적 순서를 따라 써내려간 것은 아니었다. 각권 내용의 불일치에 주목하여 거기에 플라토니즘에서 아리스토텔레스의 독자적 철학에의 사상적인 발전이 있다는 사실을 발견한 이에겔의 연구(1923) 이래, 각각의 논문 집필 시기에 대해서 사상 발전사적으로 추정하려는 시도가 오늘날 아직도 계속되고 있다. 그러나 대체로 몇몇 논문군(群)으로 분류된다.

## 내용
1권은 아소스 체재 중의 철학사적 고찰, 이어서 3권은 철학 난문집, 나아가서 4권·6권이 계속되어 제1 철학의 대상인 존재로서의 존재와 존재의 다의성(多義性), 제1 철학은 보편학(普遍學)이냐 또는 신학(神學)이냐가 문제된다. 7권·8권·9권은 학두기의 실체론, 10권은 1과 다(多)의 문제, 12권은 8장을 제외하고는 초기의 신학론, 13권과 14권은 수(數)와 이데아 내지 이데아 수의 관계에 대하여 논하고 있다. 13권 1-9장이 그 뒤를 받아 같은 주제가 거론된다.
아리스토텔레스 가문에는 조부대대로 의가의 경험적·실증적인 정신의 혈통이 흘러 그것이 동력이 되어 자연학, 특히 생물학 영역에서 큰일을 하게 했다.한편 플라톤의 수제자로서 이데아론의 영향 아래에 있었기 때문에 플라토니즘의 정신도 크게 작용하고 있다. 따라서 두 정신의 견제 가운데서 존재 내지 실체의 포착 방법에서도 그의 사색은 말하자면 양극 사이를 항상 크게 동요하고 있음을 볼 수 있다. 때문에 형이상학의 내용 규정에 있어서도 플라톤 주의로부터 실증 경험주의로 직선적으로 사상이 발전하였다고 단언할 수도 없다. 이데아론을 엄격하게 비판하면서 그의 독자적인 존재론이 형성돼 오기는 하지만 신학적인 면이 완전히 불식(拂拭)되어 있는 것은 아니다.
그의 경험 형이상학이라고나 칭할 수 있는 것은 1권에서도 엿보인다. "모든 인간은 나면서부터 알고자 한다. 그 증거로서 감각의 애호가 간취된다. 그 뜻은 결국 감각은 그 효용을 빼고 생각하더라도 이미 감각하는 것만으로써도 애호되기 때문이므로"라고 말한다. 이 생래적(生來的)인 지식욕이 감각에서 기억으로, 기억에서 경험으로, 나아가 기술과 학문으로 발전되는 양상을 발생적으로 포착하여 "경험자보다도 기술자 편이, 또한 직공보다는 동량(棟樑)의 편이, 그리하여 제작적인 지(知)보다도 관조적·이론적인 지의 편이 한층 더 많은 지혜를 가진다"고 설파한다. 최고의 지혜는 오로지 인식시키기 위하여 인식한다고 하는 특권을 가지며, 무릇 모든 제1 원인을 대상으로 하는 학(學), 모든 학의 왕자, 최고선을 알며 그 자신을 위해서 존재하는 유일하고 자유로운 학, 가장 신적(神的)이어서 외경될 만한 것이다. 왜냐하면 신은 모든 것에 있어서 원인의 하나이며 어떤 종류의 원리(始動因)라고 생각되며, 또 이와 같은 학은 신만이 소유할 수가 있을 것이기 때문이다. 그리하여 제1 원리 원인의 학, 즉 제1 철학은 동시에 신학이기도 하다.
아리스토텔레스 자신이 정리한 4원인(質料, 始動, 形相, 目的)론에서부터 그 이전의 학설은 모두 불충분한 것으로 밀어버렸고, 특히 스승인 플라톤의 이데아(形相)론은 이재성(離在性)·초월성으로 인하여 감각물의 존재와 해명에 아무런 소용이 되지 못한다고 거부한다. 더욱이 이 이데아의 감각물로의 내재화(內在化)가 그의 생애의 과제였다고 할 수 있다. 12권의 신학에서 목적론적으로 포착된 자연의 생성과 운동의 원인인 신을 부동(不動)의 동자(動者)로서 사유(思惟)의 사유, 자기 사유라고 역설했으며, 종장을 "많은 통치자는 바람직하지 못하며 하나의 통치자야말로 바람직하다"고 결론을 맺으면서 만년에 당시의 천문학적 산정(算定)에 의한 천체 운동의 수에 맞추어 다수의 부동의 동자를 도입한 8장이 병존(倂存)하는 것은 그의 제1 철학의 복잡성을 생각하게 한다. 이데아의 내재화 노력은 존재를 실체로 좁히고 감각물을 실체로 보아 그 본질을 아토몬 에이도스(最低의 種)에 있어서 정의하려고 한 7권과, 더욱이 그러한 실체를 가능성(質料)과 현실성(形相)의 결합으로서 동적으로 포착하려고 한 8권에 선명하다.
링크=|섬네일|NaNxNaN픽셀

## 같이 보기
- 오르가논
- 니코마코스 윤리학
- 형이상학 서설 (라이프니츠)
- 시학 (아리스토텔레스)